# Darian Faisury Jiménez
Pour les articles homonymes, voir Jiménez et Sánchez.
Darian Faisury Jiménez Sánchez, née le 6 mars 2000 à Puerto Tejada (Colombie), est une athlète handisport colombienne, concourant en sprint dans la catégorie T38 pour les athlètes ayant une infirmité motrice cérébrale « minimale ».

## Carrière
Pour ses débuts aux Jeux paralympiques d'été de 2020, elle monte le podium des deux courses auxquelles elle prend part. Le 28 août, Darian Jiménez finit 2e du 100 m T38 en 12 s 49, derrière la reine de la discipline, la Britannique Sophie Hahn. Le dernier jour des Jeux, elle remporte le bronze sur le 400 m T38 en 1 min 00 s 17 derrière l'Allemande Lindy Ave (1 min 00 s 00) et la Russe Margarita Gontcharova (1 min 00 s 14).

## Palmarès
| Date | Compétition        | Lieu  | Place | Course | Temps         |
| ---- | ------------------ | ----- | ----- | ------ | ------------- |
| 2021 | Jeux paralympiques | Tokyo | 2e    | 100 m  | 12 s 49       |
| 2021 | Jeux paralympiques | Tokyo | 3e    | 400 m  | 1 min 00 s 17 |